# Maud Wagner
Maud Stevens Wagner (12 febbraio 1877 – Lawton, 30 gennaio 1961) è stata una circense statunitense, prima artista tatuatrice di sesso femminile conosciuta negli Stati Uniti.

## Biografia
Maud Wagner nacque nella contea di Lyon, in Kansas, da David Van Buran Stevens e Sarah Jane McGee.
Maud era un'acrobata e contorsionista attiva in numerosi circhi itineranti. Durante uno dei suoi viaggi conobbe Gus Wagner, un artista di tatuaggi da lui stesso descrittosi come "l'uomo più artisticamente segnato in America" alla Louisiana Purchase Exposition (Fiera Mondiale di St. Louis)  nel 1904, dove lavorava come acrobata. Scambiò un appuntamento con lui per una lezione in tatuaggio, e molti anni dopo i due si sposarono. Insieme ebbero una figlia, Lotteva, che iniziò a tatuare all'età di nove anni e diventò in seguito lei stessa una tatuatrice.
Come apprendista del marito, Wagner imparò a fare tatuaggi tradizionali "a mano", nonostante l'invenzione della macchina del tatuaggio. Insieme, i Wagner erano due degli ultimi artisti del tatuaggio a lavorare a mano, senza l'aiuto di moderne macchine. Maud Wagner è divenuta la prima tatuatrice femminile conosciuta negli Stati Uniti.
Dopo aver lasciato il circo, Maud e Gus Wagner viaggiarono attraverso gli Stati Uniti, lavorando sia come artisti di tatuaggi sia come "attrazioni tatuate" nelle località di villeggiatura, nelle fiere di contea e nei parchi di divertimento. Hanno il merito di aver reso nota l'arte del tatuaggio nell'entroterra, lontano dai centri e dalle città costiere dove tale pratica era nata e maggiormente diffusa.
Maud Wagner morì il 30 gennaio 1961 a Lawton, in Oklahoma.